# Eric Hedlin
Eric William Hedlin (Calgary, 18 de abril de 1993) es un deportista canadiense que compite en natación, en la modalidad de aguas abiertas.
Ganó dos medallas en el Campeonato Mundial de Natación, plata en 2013 y bronce en 2019, y una medalla de plata en el Campeonato Pan-Pacífico de Natación de 2018.

## Palmarés internacional
| Campeonato Mundial      | Campeonato Mundial      | Campeonato Mundial | Campeonato Mundial |
| Año                     | Lugar                   | Medalla            | Prueba             |
| ----------------------- | ----------------------- | ------------------ | ------------------ |
| 2013                    | Barcelona (España)      | Medalla de plata   | 5 km               |
| 2019                    | Gwangju (Corea del Sur) | Medalla de bronce  | 5 km               |
| Campeonato Pan-Pacífico |                         |                    |                    |
| Año                     | Lugar                   | Medalla            | Prueba             |
| 2018                    | Tokio (Japón)           | Medalla de plata   | 10 km              |